# Fédération Sportive Féminine Internationale
Fédération Sportive Féminine Internationale (FSFI) (engelska: International Women's Sports Federation) var ett fristående internationellt idrottsförbund grundad 1921 som verkade för en acceptans till kvinnors deltagande vid internationella friidrottstävlingar och andra sporter. Förbundet upphörde 1938 då förbundet upplöstes.

## Historik
Efter första världskriget växte intresset för kvinnlig idrott i många länder. Redan 1917 bildades franska "Fédération Française Sportive Féminine" (FFSF). Damer tilläts endast delta i några få enskilda idrottsgrenar vid Olympiska spel sedan 1900 (OS 1900 i golf och tennis, OS 1904 i bågskytte, OS 1908 i bågskytte, konståkning och tennis och vid OS 1912 i Stockholm tillkom även simning som tillåten damgren).
Internationella Fédération Sportive Féminine Internationale (FSFI) grundades den 31 oktober 1921 under ett möte i Paris av representanter från Frankrike, Italien, Storbritannien, Tjeckoslovakien och USA. Förbundets syfte var att sträva för att Internationella olympiska kommittén (IOK) och International Amateur Athletics Federation (IAAF) skulle tillåta damer att delta i friidrottsgrenar vid Olympiska spelen och andra internationella idrottsevenemang. Förbundets förste ordförande blev franske Alice Milliat.

## Verksamhet
Förbundet var främst inriktad på ett ökad damdeltagande i friidrott och officiell registrering av världsrekord i friidrott. FSFI blev den ledande organisationen för internationell damidrott.
FSFI anordnade 4 internationella kvinnospel, dessa var de första multinationella tävlingar för damer och hölls under 1920- och 1930-talen (1922 i Paris, 1926 i Göteborg med Sveriges kvinnliga idrottsförbund (SKI), 1930 i Prag och 1934 i London). FSFI stöttade även några fristående internationella damidrottstävlingar.
FSFI lyckades slutligen få med damdeltagande i friidrotten till olympiska sommarspelen 1928 (dock endast i 5 grenar). Då förbundets krav var 10 grenar höll FSFI damspel även 1930 och 1934.
Fédération Sportive Féminine Internationales verksamhet lades ned 10 augusti 1936 då Internationella olympiska kommittén i samband med Sommar-OS nu tillät en rad damgrenar.
En planerad 5.e damturneringen 1938 i Wien ställdes in eftersom även IAAF tidigare beslöt att nu tillåta damgrenar i tävlingssammanhang och övertog FSFIs funktion. 1938 deltog damer istället vid IAAFs EM i friidrott i Wien. FSFIs verksamhet upphörde helt 1938.
FSFI hade som mest 30 nationella (däribland även nu upplösta nationer) förbund som medlemmar:
- Från 1921: Frankrike, Storbritannien, Italien, Tjeckoslovakien, USA
- Från 1922: Schweiz
- Från 1924: Belgien, Jugoslavien, Kanada, Litauen
- Från 1925: Lettland, Sverige
- Från 1926: Tyskland, Japan, Luxemburg, Österrike, Polen
- Från 1928: Argentina, Estland, Grekland, Nederländerna, Rumänien, Sydafrika
- Från 1930: Australien, Nya Zeeland, Palestina, Ungern
- Från 1936: Irland, Norge, Rhodesien